# Dioncophyllaceae
Dioncophyllaceae es una familia de plantas de flores del  orden Caryophyllales, incluye  tres géneros.

## Descripción
Todas las especies de estos géneros son lianas que en algún punto del ciclo de vida, trepan usando ganchos o zarcillos formados al final de la nervadura central de la hoja.  La mejor especie conocida es la carnívora  Triphyophyllum peltatum, aunque la familia contiene otras dos especies : Habropetalum dawei y Dioncophyllum thollonii. 
El AP-Website lugar de la familia en el clado consiste en las familias  Droseraceae, Nepenthaceae, Drosophyllaceae, Ancistrocladaceae y Dioncophyllaceae. La mayoría de estas familias contienen plantas carnívoras.

## Géneros
- Dioncophyllum
- Habropetalum
- Triphyophyllum